# Mohamed Farrah Aidid
Mohamed Farrah Aidid (en árabe: محمد فرح عيديد; en somalí: Maxamed Faarax Caydiid) (15 de diciembre de 1934–2 de agosto de 1996) fue un líder somalí.
Fue el cabecilla del Congreso Unido Somalí (USC) y después de la Alianza Nacional Somalí (SNA). Obligó al régimen dictatorial de Mohamed Siad Barre a refugiarse en la capital del país Mogadiscio y posteriormente le derrocó en enero de 1991. Finalizado el régimen de Barre, condujo la resistencia contra las tropas de las Naciones Unidas y los Estados Unidos, que enviaron las misiones UNOSOM I y UNOSOM II.
El general Aidid fue uno de los principales objetivos de la Operación Devolver la Esperanza, donde Naciones Unidas y los Estados Unidos proveyeron de ayuda humanitaria a la población y, al mismo tiempo, romper con el sitio militar del general en el país. Se convirtió en el presidente de Somalia por un corto período hasta que abandonó el país en 1995. En este conflicto se calcula que murieron más de 300.000 civiles somalíes y 19 soldados estadounidenses.[cita requerida]

## Biografía
General Aidid nació en la región de Hiiraan del clan Hawiye, durante la Somalia italiana. Tuvo una selecta educación en Roma y Moscú. Sirvió al gobierno de Mohamed Siad Barre en diferentes cargos hasta llegar a ser el jefe del servicio de inteligencia somalí. En 1985, Barre descubrió sus planes de golpe de Estado y lo encarceló durante seis años. En 1991, el clan del General Aidid consiguió expulsar a Barre, salió de la prisión y encabezó el Congreso Unido Somalí, siendo la fuerza que provocó la guerra civil entre los partidarios de Barre y los partidarios de Aidid.
Ello provocó que las Naciones Unidas intervinieran. La ferocidad en la lucha de las fuerzas de Aidid contra la fuerza extranjera hizo que se escondiera. Como resultado de ello, Estados Unidos puso precio a su captura (25.000 dólares). El 3 de octubre de 1993 una fuerza de Rangers y Fuerza Delta estadounidenses organizó una operación, (llamada después batalla de Mogadiscio), para capturar a diferentes oficiales de la milicia de Aidid en Mogadiscio. Aunque técnicamente fue exitoso, la operación no salió como estaba planeada ya que entre 500 y 1000 Somalíes, y 19 soldados norteamericanos resultaron muertos.
Las tropas de los Estados Unidos se retiraron poco después de Somalia y las de las Naciones Unidas lo hicieron en 1995. Después de esto, Aidid se autoproclamó presidente de Somalia, aunque su gobierno no fue reconocido internacionalmente ( reconociendo a Ali Mahdi Mohamed). El general Aidid moriría el 2 de agosto de 1996 como resultado de un tiroteo con las tropas de la facción de Osman Ali Atto.